# Sacadodes
Sacadodes là một chi bướm đêm thuộc họ Noctuidae.